# Uvajs Achtajev
Uvajs Mažidovič Achtajev (Ува́йс Мажи́дович Ахта́ев; 26. prosince 1930 Vašendaroj – 12. června 1978 Groznyj) byl sovětský basketbalista čečenské národnosti. Měřil 236 centimetrů a byl známý pod přezdívkou Vasja Čečen.
Ve třinácti letech byl s ostatními Čečenci deportován do Kazachstánu. Svoji mimořádnou velikost a sílu uplatnil v zápase, boxu a hodu diskem, od roku 1947 hrál košíkovou za klub Burevěstnik Alma-Ata. Před olympijskými hrami 1952 ho Lavrentij Pavlovič Berija vyzval, aby se zřekl čečenského původu, ale Achtajev odmítl a byl z reprezentace vyřazen. Na Spartakiádé národů SSSR v roce 1956 pomohl týmu Kazašské SSR k zisku pátého místa.
V roce 1957 onemocněl cukrovkou a musel předčasně ukončit sportovní kariéru. Trénoval basketbalový tým Čečensko-Ingušská autonomní sovětské socialistické republiky.
Byl po něm pojmenován Stadion Uvajse Achtajeva ve městě Groznyj.